# Agnes Strickland
Pour les articles homonymes, voir Strickland.
Agnes Strickland, né le 19 août 1796 à Londres et morte le 8 juillet 1874 à Southwold, est une historienne, écrivaine et poétesse britannique.

## Biographie
Agnes Strickland est la fille de Thomas Strickland et d'Elizabeth Homer. Originaire de Reydon Hall, dans le Suffolk, Agnes et sa sœur aînée, Elizabeth, sont éduquées suivant les standards masculins, par leur père. Elle a pour frères et sœurs (outre Elizabeth) Sarah, Jane Margaret Strickland (en), Catharine Parr Traill, Susanna Moodie (1803-1885) et Samuel Strickland. Tous les enfants, excepté Sarah, sont écrivains.
Elle commence sa carrière littéraire par un poème, Worcester Field, suivi par The Seven Ages of Woman et de Demetrius. Elle abandonne ensuite la poésie, et écrit Historical Tales of Illustrious British Children (1833), The Pilgrims of Walsingham (1835) and Tales and Stories from History (1836). Ses ouvrages les plus connus sont Lives of the Queens of England from the Norman Conquest, and Lives of the Queens of Scotland, and English Princesses, etc. (8 vols., 1850–1859), Lives of the Bachelor Kings of England (1861), et Letters of Mary Queen of Scots, ouvrages d'histoire anglaise. Elle est aidée par sa sœur Elizabeth. Ses recherches sont consciencieuses, et elle reste une source utile, bien que l'écriture soit très datée dans le style de ce type de production victorienne.
La plupart des recherches historiques ainsi que l'écriture de ces ouvrages sont réalisées par sa sœur Elizabeth. Cette dernière refuse d'être mise en avant, et c'est ce rôle qui incombe à Agnes. Leurs ouvrages constituent une bonne illustration du nombre important de biographies publiées à l'époque victorienne rédigées par des femmes, mettant par exemple l'accent sur certaines caractéristiques considérées comme dévolues au genre féminin, tels que les vêtements portés, les mœurs, et le régime alimentaire des sujets.
Deux de ses sœurs, Susanna Moodie et Catharine Parr Traill, sont notoires pour leurs travaux sur la vie de pionnière dans le territoire canadien, où elles ont émigré avec leurs maris en 1832.

## Publications

### Biographies historiques
- Lives of the Queens of England. 12 vols., 1840–1848
- The Letters of Mary Queen of Scots. 1842–1843
- Lives of the Queens of Scotland and English Princesses Connected with the Regal Succession of Great Britain. 8 Vols., 1851–1859
- Lives of the Bachelor Kings of England. 1861
- The Lives of the Seven Bishops Committed to the Tower in 1688. Enriched and Illustrated with Personal Letters, Now First Published, from the Bodleian Library. 1866
- Lives of the Tudor Princesses, Including Lady Jane Gray and Her Sisters. 1868
- Lives of the Last Four Princesses of the Royal House of Stuart. 1872

### Jeunesse
- The Moss-House: In Which Many of the Works of Nature Are Rendered a Source of Amusement to Children. 1822
- The Tell-Tell. 1823
- The Aviary; Or, An Agreeable Visit. Intended for Children. 1824
- The Use of Sight: Or, I Wish I Were Julia : Intended for the Amusement and Instruction of Children. 1824
- The Little Tradesman, or, A Peep into English Industry. 1824
- The Young Emigrant. 1826
- The Rival Crusoes, or, The Shipwreck: Also A Voyage to Norway; and The Fisherman's Cottage : Founded on Facts. 1826
- The Juvenile Forget Me Not; Or, Cabinet of Entertainment and Instruction. 1827
- Historic Tales of Illustrious British Children. 1833
- Tales of the School Room. 1835
- Tales and Stories From History. 1836
- Alda, the British Captive. 1841